# Alice (série de televisão sul-coreana)
Alice (hangul: 앨리스; rr: Aelliseu) é uma série de televisão sul-coreana exibida pela emissora SBS de 28 de agosto a 24 de outubro de 2020, estrelada por Kim Hee-sun e Joo Won. É descrito como "um drama de ficção científica humana sobre uma viagem mágica no tempo de uma mulher que se assemelha a uma mulher morta e um homem que perdeu suas emoções".

## Enredo
Park Jin-Gyeom (Joo Won) é um detetive que nasceu sem a habilidade de ter emoções. Ao tentar resolver casos misteriosos, ele se torna a primeira pessoa a descobrir sobre os viajantes do tempo que vieram do futuro através de um dispositivo chamado "Alice". No meio de sua luta para enfrentar situações difíceis que ocorrem devido à existência de "Alice", ele tem um encontro fatídico com Yoon Tae-Yi (Kim Hee-sun), uma mulher que morreu há muito tempo.
Yoon Tae-Yi é um físico gênio que detém a chave para descobrir os segredos da viagem no tempo. Depois de encontrar Park Jin-Gyeom, que argumenta que eles se conheceram pelo destino, Yoon Tae-Yi se junta a ele para descobrir os segredos. No processo, ela descobre seus próprios segredos.

## Elenco

### Elenco principal
- Kim Hee-sun como Yoon Tae-yi / Park Sun-young
  - Kim Ji-yu como o jovem Tae-yi

Park Sun-young é uma mulher com um passado misterioso que vive com seu filho. Ela morreu em uma circunstância misteriosa e deixou uma instrução misteriosa para ela. Yoon Tae-yi é um físico gênio que tem uma notável semelhança com Park Sun-young. Ela encontrou Park Jin-gyeom devido a um caso misterioso e decide ajudá-lo a descobrir a verdade.
- Joo Won como Park Jin-gyeom
  - Moon Ju-won como criança Park Jin-gyeom
  - Moon Woo-jin como o jovem Park Jin-gyeom

Park Jin-gyeom nasceu sem a habilidade de sentir ou expressar emoções. Ele foi criado por sua mãe solteira, que era a única pessoa com quem ele se importava. Ele se torna um detetive com a ajuda de Go Hyeon-seok. Enquanto investiga casos misteriosos, ele se depara com viajantes do tempo.

### Elenco de apoio
- Kwak Si-yang como Yoo Min-hyeok

Um apaixonado agente de Alice e viajante do tempo, Yoo Min-hyeok desistiu da pessoa mais importante de sua vida por Alice. Ele é muito habilidoso e faz seu trabalho com proficiência. Ele enfrenta problemas com a polícia quando um de seus clientes decide quebrar uma importante regra de viagem no tempo.
- Lee Da-in como Kim Do-yeon

A única amiga de Park Jin-gyeom, Kim Do-yeon, é repórter do Sekyung Ilbo News e tem uma queda por Jin-gyeom desde o colégio. Ela está investigando um caso misterioso envolvendo drones estranhos.
- Kim Sang-ho como Go Hyeon-seok

Um detetive sênior e líder da equipe de investigação. Ele estava encarregado do caso de assassinato de Park Sun-young. Ele e sua esposa cuidaram de Park Jin-gyeom depois que sua mãe morreu.
- Choi Won-young como Seok Oh-won

#### Delegacia de polícia
- Lee Jae-yoon as Kim Dong-ho
- Jung Wook as Ha Yong-seok
- Jihyuk as Hong Jeong-wook
- Choi Hong-il as Yoon Jong-soo

#### Pessoal da Alice
- Kim Kyung-nam as Ki Cheol-am
- Hwang Seung-eon as Oh Shi-yeong
- Yang Ji-il as Choi Seung-pyo
- Nam Kyung as Jung Hye-soo

#### Pessoas ao redor de Yoon Tae-yi
- Choi Jung-woo como pai de Tae-yi
- Oh Young-shil como mãe de Tae-yi
- Yeonwoo como Yoon Tae-yeon

#### Outros
- Bae Hae-sun como Kim In-sook, esposa de Go Hyeon-seok
- Min Jun-ho como Kim Jeong-bae, repórter sênior do Sekyung Ilbo News
- Yoon Joo-man como Joo Hae-min
- Lee Su-woong como Jung Ki-hoon

### Aparições especiais
- Jang Hyun-sung como professor Jang Dong-shik (Ep. 1)
- Park In-soo como Lee Se-hoon, um viajante do tempo que assassinou o Professor Jang (Ep. 1, 6)
- Oh Yeon-ah como Han Sun-hee, mãe de Hong Eun-soo e um viajante do tempo (Ep. 1-4)
- Seo Yi-soo como Hong Eun-soo (Ep. 1-4)
- Lee Seung-hyeong como Hong Suk-joon, pai de Hong Eun-soo (Ep. 1,3-4)
- Lee Jung-hyun como Yang Hong-seob, um viajante do tempo que quebra uma importante regra de Alice (Ep. 2)

## Produção
Este é o primeiro papel de ator Joo Won desde que ele foi dispensado do serviço militar obrigatório em 5 de fevereiro de 2019.
Em 31 de julho de 2020, a emissora SBS divulgou as fotos da primeira leitura do roteiro da série com a presença do elenco e equipe do programa.

## Trilha sonora

### Parte 1
| Released on 28 de agosto de 2020 |                  |                           |         |  |
| N.º                              | Título           | Artista                   | Duração |  |
| 1.                               | "Secret"         | Yuju (GFriend) ft. ISHXRK | 3:52    |  |
| 2.                               | "Secret" (Inst.) |                           | 3:52    |  |
| Duração total:                   | Duração total:   | Duração total:            | 7:44    |  |

### Parte 2
| Released on 4 de setembro de 2020 |                                      |                |         |  |
| N.º                               | Título                               | Artista        | Duração |  |
| 1.                                | "Whenever Wherever Whatever"         | Ben            | 3:56    |  |
| 2.                                | "Whenever Wherever Whatever" (Inst.) |                | 3:56    |  |
| Duração total:                    | Duração total:                       | Duração total: | 7:48    |  |

## Recepção
Na tabela abaixo, os números azuis representam as audiências mais baixas e os números vermelhos representam as audiências mais elevadas.
| Episódio | Parte | Data de transmissão    | Audiência média | Audiência média              | Audiência média |
| Episódio | Parte | Data de transmissão    | Nielsen         | Nielsen                      |                 |
| Episódio | Parte | Data de transmissão    | Em todo o país  | Região Metropolitana de Seul |                 |
| -------- | ----- | ---------------------- | --------------- | ---------------------------- | --------------- |
| 1        | 1     | 28 de agosto de 2020   | 4.1% (NR)       | —                            |                 |
| 1        | 2     | 28 de agosto de 2020   | 6.1% (15th)     | 6.3% (16th)                  |                 |
| 2        | 1     | 29 de agosto de 2020   | 6.4% (NR)       | 7.0% (15th)                  |                 |
| 2        | 2     | 29 de agosto de 2020   | 9.2% (5th)      | 10.2% (5th)                  |                 |
| 3        | 1     | 4 de setembro de 2020  | 7.2% (8th)      | 8.1% (7th)                   |                 |
| 3        | 2     | 4 de setembro de 2020  | 8.4% (6th)      | 9.8% (3rd)                   |                 |
| 4        | 1     | 5 de setembro de 2020  | 8.7% (9th)      | 9.6% (7th)                   |                 |
| 4        | 2     | 5 de setembro de 2020  | 10.6% (4th)     | 11.4% (4th)                  |                 |
| 5        | 1     | 11 de setembro de 2020 | 6.8% (12th)     | 7.4% (9th)                   |                 |
| 5        | 2     | 11 de setembro de 2020 | 8.1% (7th)      | 8.5% (6th)                   |                 |
| 6        | 1     | 12 de setembro de 2020 | 8.0% (9th)      | 9.3% (7th)                   |                 |
| 6        | 2     | 12 de setembro de 2020 | 9.9% (4th)      | 11.3% (4th)                  |                 |
| 7        | 1     | 18 de setembro de 2020 | 7.4% (11th)     | 8.2% (8th)                   |                 |
| 7        | 2     | 18 de setembro de 2020 | 8.6% (6th)      | 9.4% (5th)                   |                 |
| 8        | 1     | 19 de setembro de 2020 | 7.4% (8th)      | 7.7% (7th)                   |                 |
| 8        | 2     | 19 de setembro de 2020 | 9.6% (4th)      | 10.0% (5th)                  |                 |
| 9        | 1     | 25 de setembro de 2020 | 6.0% (15th)     | 6.1% (13th)                  |                 |
| 9        | 2     | 25 de setembro de 2020 | 7.0% (11th)     | 7.5% (9th)                   |                 |
| 10       | 1     | 26 de setembro de 2020 | 7.0% (12th)     | 7.3% (10th)                  |                 |
| 10       | 2     | 26 de setembro de 2020 | 8.7% (6th)      | 8.9% (6th)                   |                 |
| 11       | 1     | 9 de outubro de 2020   | 6.0% (17th)     | 6.2% (15th)                  |                 |
| 11       | 2     | 9 de outubro de 2020   | 7.6% (11th)     | 8.2% (8th)                   |                 |
| 12       | 1     | 10 de outubro de 2020  | 7.2% (10th)     | 7.6% (9th)                   |                 |
| 12       | 2     | 10 de outubro de 2020  | 8.5% (6th)      | 8.8% (6th)                   |                 |
| 13       | 1     | 16 de outubro de 2020  | 6.4% (13th)     | 7.3% (11th)                  |                 |
| 13       | 2     | 16 de outubro de 2020  | 7.4% (10th)     | 8.5% (8th)                   |                 |
| 14       | 1     | 17 de outubro de 2020  | 6.1% (15th)     | 6.7% (13th)                  |                 |
| 14       | 2     | 17 de outubro de 2020  | 8.6% (6th)      | 9.0% (6th)                   |                 |
| 15       | 1     | 23 de outubro de 2020  | 5.9% (19th)     | 6.1% (18th)                  |                 |
| 15       | 2     | 23 de outubro de 2020  | 7.0% (12th)     | 7.4% (9th)                   |                 |
| 16       | 1     | 24 de outubro de 2020  | 7.0% (11th)     | 7.3% (10th)                  |                 |
| 16       | 2     | 24 de outubro de 2020  | 9.1% (6th)      | 9.8% (5th)                   |                 |
| Média    | Média | Média                  | 7.563%          | —                            |                 |